# WAYN
WAYN (Where Are You Now?) – serwis społeczności internetowej jednoczący podróżników z całego świata. Koncepcja strony internetowej WAYN narodziła się podczas spotkania przy piwie dwóch przyjaciół, których wspólną pasją jest podróżowanie, chęć utrzymania kontaktu podczas licznych wyjazdów oraz zdobywania nowych przyjaciół. Wspólne zainteresowania skłoniły ich do realizacji pomysłu – WAYN, którego głównym celem jest umożliwienie kontaktu ludziom z całego świata na podstawie ich lokalizacji. W maju 2003 roku WAYN został wdrożony do internetu, a teraz jest na 2000 miejscu w rankingu Alexy. Liczba członków w ciągu roku (do kwietnia 2006) urosła z 45 tys. do 4,1 mln, a teraz sięga ponad 8 mln.
Często mylony z imieniem Wayne, WAYN jest akronimem słów Where Are You Now? zawierającym założenia, na których jest oparty – bieżąca lokalizacja, podróż i styl życia. Co ciekawe, w języku arabskim WAYN oznacza Gdzie (Where), ukazując globalną i uniwersalną naturę WAYN.

## Cechy
Tak jak wiele innych serwisów społeczności internetowych, głównym produktem WAYN jest profil użytkownika, który staje się jednocześnie jego wizytówką widoczną dla wszystkich członków społeczności. Na profilu, oprócz dodawania podróży, zdjęć, nowych i starych lokalizacji, można powiedzieć nieco o sobie, prowadząc blog lub też dzieląc się swoimi zainteresowaniami z innymi użytkownikami portalu, można też dodawać filmiki oraz słuchać ulubionej muzyki poprzez stworzenie własnej playlisty. Ponadto użytkownicy mają możliwość szukania ludzi w zależności od ich wieku, narodowości czy miejsca zamieszkania oraz dodawania ich do profilu jako przyjaciół oraz komunikowania się z nimi, wysyłając wiadomości przez konto e-mailowe, forum internetowe, eKartki, SMS-y oraz WAYN Komunikatora – Instant Messengera (bez konieczności ściągania tego programu).
Odkąd WAYN został zaprojektowany, pozwala swoim użytkownikom na wizualne zlokalizowanie własnych przyjaciół usytuowanych na całym świecie. Można zatem oglądać profile innych użytkowników, przeglądać ich podróże, dodawać komentarze i oceny do ich zdjęć. Serwis został stworzony z zamiarem, aby jego użytkownicy mogli się ze sobą kontaktować podczas podróży, informując się, gdzie aktualnie się znajdują. Jest on przydatny również dla tych, którzy chcą wiedzieć, kto zamierza odwiedzić ich lokalizację z innego miejsca. Mogą się oni także dowiedzieć, kto będzie podróżował do tego samego miejsca, co oni.
WAYN jest bardzo popularnym serwisem w Wielkiej Brytanii, gdzie ma ponad 1,5 mln członków. Ma również mocną pozycję w USA, Kanadzie, Australii, Nowej Zelandii oraz innych krajach w Zachodniej Europie włączając Holandię. Ogólnie użytkownicy WAYN pochodzą z 220 różnych krajów, tworząc silną globalną społeczność internetową.

## Historia
WAYN narodził się w Londynie w 2002 roku, a w maju 2003 został przedstawiony światu. WAYN jest wspierany finansowo przez Stephena Pankhursta, założyciela dobrze znanej brytyjskiej strony zrzeszającej szkoły o nazwie Friends Reunited, która została ostatnio sprzedana firmie ITV za 120 mln funtów.
Na początku WAYN rozwijał się poprzez przekazywanie informacji o jego istnieniu „pocztą pantoflową” – z ust do ust i zdobył 50 tys. użytkowników na koniec 2004 roku. Następnie, po wprowadzeniu zmian w maju 2005 roku, liczba rejestracji gwałtownie wzrosła, przekraczając 2,5 mln. 21 czerwca 2007 strona miała ponad 8 mln członków”.
WAYN jest również jedną z niewielu stron internetowych, które nie straciły nowych subskrypcji w wyniku wprowadzenia we wrześniu 2004 roku opłat za pełne członkostwo na stronie, dzięki czemu stał się, jako jeden z kilku serwisów społeczności internetowej, przedsięwzięciem dochodowym.
W listopadzie 2006 r. WAYN uzyskał wsparcie w wysokości 11 mln dolarów od Series A Funding z ECP (Esprit Capital Partners) oraz od Brenta Hobermana, byłego założyciela i sponsora portalu Lastminute.com. Esprit Capital Partners, to firma powstała z ostatniej fuzji Cazenove Private Equity i Prelude Ventures, która przekazała większość swoich inwestycji na rozwój WAYN. Pośród innych inwestorów poza Hobermanem znaleźli się również właściciele kilku bardzo udanych brytyjskich firm internetowych: David Soskin i Hugo Burge z Cheapflights i HOWZAT media LLP; Adrian Critchlow i Andy Phillips z Active Hotels (która została sprzedana w 2004) oraz Constant Tedder z Jagex – gry online. Niezwykłą decyzją dla inwestorów jest to, że Esprit pozwoliła Peterowi Ward oraz pozostałym współzałożycielom WAYN, na sprzedaż części swoich akcji.

## Popularność
Nie tak popularny jak MySpace w Stanach Zjednoczonych jednak WAYN.com rozwinął się w globalną markę. Mimo że WAYN.com nie jest zorientowany na szczególną grupę wiekową, jest najbardziej popularny wśród 18-25-latków, ale również ma silną pozycję wśród grupy wiekowej 35-45 lat i więcej.
WAYN został uznany przez narodową prasę Wielkiej Brytanii za Internetowy Fenomen roku.
WAYN został uznany Stroną Roku 2007 w kategorii serwis społeczności internetowej w konkursie Website of the Year.
Teraz WAYN ma ponad 10 mln użytkowników, a dziennie rejestruje się aż do 20 tys. nowych członków.

## Krytyka
Kiedy użytkownik zapisuje się do serwisu WAYN, ma możliwość zaimportowania własnych kontaktów z internetowej książki adresowej (takiej jak Hotmail, Yahoo!, AOL i Gmail), wpisując własną nazwę użytkownika i hasło oraz zaprosić te kontakty do WAYN-a. Jednakże niektórzy użytkownicy sądzą, że jest im trudno zablokować wysyłanie zaproszeń.
Dodatkowo, kiedy użytkownik rejestruje się do serwisu, może przeoczyć opcję „Skip this step” podczas importowania kontaktów z własnej książki adresowej, co oznacza dla wielu członków, że importowanie kontaktów jest obowiązkowe, a nie opcjonalne. Jednak w kwietniu 2004 roku WAYN wprowadził nowy layout usprawniający tę funkcję prywatności oraz prowadzący użytkownika przez bardziej intuicyjną nawigację podczas procesu rejestracji.
WAYN również cenzuruje wiadomości wysyłane przez użytkowników, by zachęcić ich do komunikacji na stronie. Dzięki temu użytkownik jest chroniony podczas interakcji z innymi użytkownikami. Dlatego każde odwołanie do adresu e-mailowego albo popularnej strony internetowej jest filtrowane. Jednak niektórzy członkowie znajdują sposoby na ominięcie filtrowania.